# Kanton Saint-Cyr-sur-Loire
Der Kanton Saint-Cyr-sur-Loire ist seit 1973 ein französischer Wahlkreis im Arrondissement Tours im Département Indre-et-Loire in der Region Centre-Val de Loire.

## Gemeinden
Der Kanton besteht aus fünf Gemeinden mit insgesamt 37.629 Einwohnern (Stand: 1. Januar 2022) auf einer Gesamtfläche von 107,32 km²:
| Gemeinde                   | Einwohner 1. Januar 2022 | Fläche km² | Dichte Einw./km² | Code INSEE | Postleitzahl |
| -------------------------- | ------------------------ | ---------- | ---------------- | ---------- | ------------ |
| Fondettes                  | 10.917                   | 31,83      | 343              | 37109      | 37230        |
| La Membrolle-sur-Choisille | 3.270                    | 6,87       | 476              | 37151      | 37390        |
| Luynes                     | 5.081                    | 34,01      | 149              | 37139      | 37230        |
| Saint-Cyr-sur-Loire        | 16.766                   | 13,50      | 1.242            | 37214      | 37540        |
| Saint-Étienne-de-Chigny    | 1.595                    | 21,11      | 76               | 37217      | 37230        |
| Kanton Saint-Cyr-sur-Loire | 37.629                   | 107,32     | 351              | 3712       | –            |

Bis zur Neuordnung der französischen Kantone im Jahr 2015 gehörte dem Kanton einzig die Gemeinde Saint-Cyr-sur-Loire. Sein Zuschnitt entsprach einer Fläche von 13,50 km2. Er besaß vor 2015 einen anderen INSEE-Code als heute, nämlich 3729.